# پلیمر ریز متخلخل مزدوج
پلیمرهای ریز متخلخل مزدوج (CMPs) زیرمجموعه‌ای از مواد متخلخل هستند که به ساختارهایی مانند زئولیت‌ها، چارچوب‌های فلزی-آلی و چارچوب‌های کووالانسی آلی مربوط می‌شوند، اما به جای ساختار کریستالی، ماهیت آمورف دارند. CMPها همچنین زیرمجموعه‌ای از پلیمرهای مزدوج هستند و بسیاری از خواص مشابه مانند رسانایی، سختی مکانیکی و نامحلول بودن را دارند. CMPها از طریق پیوند مونومرهایی به شکل π مزدوج ایجاد می‌شوند و دارای شبکه‌های سه بعدی هستند. سیستم مزدوج از طریق سیستم CMPها گسترش می‌یابد و خواص رسانایی را به CMPها می‌دهد. مونومرهای CMPها از این جهت جذاب هستند که دارای تنوع گسترده‌ای در واحدهای π هستند که می‌توانند مورد استفاده قرار گیرند و امکان تنظیم و بهینه‌سازی ساختار و همچنین ویژگی‌های CMP را فراهم می‌کنند. اکثر مونومرها دارای اجزای سفت و سختی مانند آلکین‌ها هستند که باعث ایجاد ریزتخلخل می‌شوند. CMPها در ذخیره‌سازی گاز، کاتالیز ناهمگن، ساطع نور، برداشت نور و ذخیره انرژی الکتریکی کاربرد دارند.

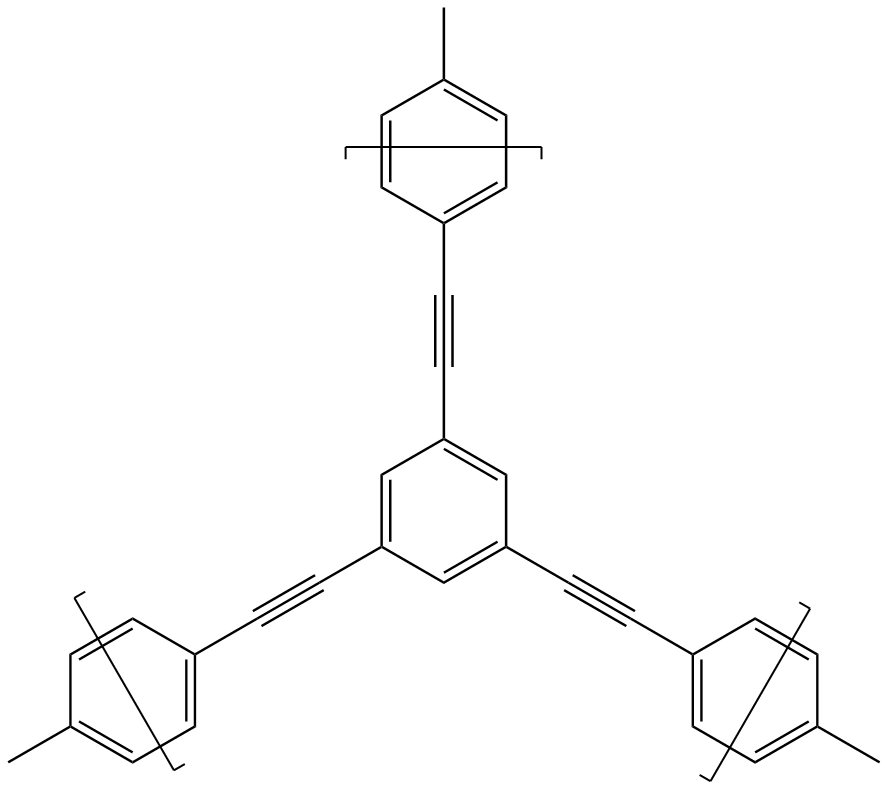
CMP نشان دهنده آلکین‌های سفت و سخت و حلقه‌های آروماتیک

## ساختار و ترکیب‌ها
مونومرها که شبکه CMPها را تشکیل می‌دهند باید دارای یک سیستم آروماتیک و دارای حداقل دو گروه واکنشی باشند. برای تولید ساختار متخلخل CMPها، جفت شدن متقاطع مونومرها با هندسه‌های مختلف برای ایجاد یک ستون فقرات پلیمری سه بعدی ضروری است، در حالی که واکنش‌های خود تراکمی در هم‌جفت شدن مونومرها با هندسه مشابه رخ می‌دهد. هندسه مونومرها بر اساس گروه نقطه آنها است. C 2, C 3, C 4, C 6 هندسه‌هایی هستند که برای مونومرهای CMPها دیده می‌شوند.

### واکنش سوزوکی
از سال ۱۹۷۹، واکنش سوزوکی یک روش کارآمد برای تشکیل پیوند آریل-آریل بوده‌است. شرایط واکنش سوزوکی برای تشکیل مونومر دو فنیل برای CMPها شامل جفت شدن متقابل کاتالیز شده با پالادیوم یک معرف ارگانو بور با هالید یا سولفونات آلی در حضور ماده‌ای باز است. مزیت استفاده از این روش برای ترکیب CMPها این است که شرایط واکنش ملایم است، برتری دیگر، در دسترس بودن معرف‌های ارگانو بور است و واکنش تحمل گروه عاملی بالایی دارد. این روش به بهترین شکل برای ترکیب مقیاس بزرگ CMPها استفاده می‌شود. عیب واکنش سوزوکی این است که واکنش حساس به اکسیژن است که این موضوع اغلب باعث تولید محصولات جانبی می‌شود و همچنین واکنش نیاز به گاز زدایی دارد.

### جفت‌شدن سونوگاشیرا
جفت‌شدن متقابل سونوگاشیرا از آریل هالیدها و گروه‌های آلکین با یک کاتالیزور کمکی پالادیوم مس در حضور ماده‌ای باز رخ می‌دهد. به دلیل واکنش پذیری بهبود یافته که به دست می‌آید، از یک کاتالیزور مشترک پالادیوم-مس در جفت‌شدن استفاده می‌شود. واکنش‌های جفت‌شدن سونوگاشیرا از این جهت مزیت دارند که واکنش دارای سادگی فنی و همچنین سازگاری با گروه عاملی است. CMPها به راحتی با استفاده از این روش به دلیل آسانی چرخش آلکین‌ها در مونومرهای مسطح برای دستیابی به یک شبکه سه بعدی تشکیل می‌شوند. از قدرت این مونومرهای مسطح را می‌توان برای کنترل قطر تخلخل CMPها تنظیم کرد. حلال‌های واکنش جفت‌شدن سونوگاشیرا نیز می‌توانند در تشکیل CMPها نقش داشته باشند. حلال‌هایی که سنتز CMPها را به بهترین نحو تسهیل می‌کنند، دی‌متیل فرم‌آمید، ۴٬۱-دی‌اکسان و تتراهیدروفوران هستند. این حلال‌ها به خنثی سازی تشکیل هالید هیدروژن تولید شده به عنوان یک محصول جانبی کمک می‌کنند. یکی از معایب استفاده از آلکین‌های انتهایی به عنوان مونومر این است که آلکین‌های پایانی به راحتی تحت حضور اکسیژن تحت هم‌جفت شدن قرار می‌گیرند، بنابراین واکنش باید بدون حضور اکسیژن و آب انجام شود.

### جفت‌شدن یاماموتو
در جفت‌شدن یاماموتو، پیوندهای کربن-کربن از ترکیبات آریل هالد از طریق یک کاتالیزور فلز واسطه، معمولاً بیس (سیکلواکتادی‌ان) نیکل (۰) که بیشتر به صورت Ni(cod) 2 نوشته می‌شود، تشکیل می‌شود. مزیت جفت یاماموتو این است که تنها به یک مونومر عاملی هالوژنی نیاز است که منجر به تنوع در گونه‌های مونومر و همچنین یک روش واکنش ساده می‌شود. در حالی که بیشتر تحقیقات در CMPها بر کنترل اندازه تخلخل و مساحت سطح تمرکز دارند، عدم انعطاف‌پذیری در مونومرهای مورد استفاده در جفت‌شدن یاماموتو جای خود را به حجم آزاد و تخلخل در CMPها می‌دهد. اخیراً اندازه تخلخل و سطح CMPهای کنترل شده از طریق جفت‌شدن یاماموتو گزارش شده‌است. Ifzan و همکاران نیز اخیراً گزارش کردند که با استفاده از واکنش جفت‌شدن یاماموتو جایگزین CMP شده‌اند.

### واکنش پایه شیف
بسیاری از روش‌هایی که در حال حاضر برای ترکیب CMPها استفاده می‌شود، باید در محیط‌های بدون آب و بدون اکسیژن، به دلیل وجود کاتالیزورهای فلزی، انجام شود. به علت استفاده از کاتالیزورهای فلزی، پلیمرها به‌ناچار دارای فلزات هستند. واکنش‌هایی مانند واکنش پایه شیف، از این رو که واکنش‌ها بدون فلز هستند، توجه زیادی را به خود جلب کرده‌اند. در واکنش پایه شیف، مونومرها بر مبنای آمین و مونومرهای حاوی آلدئید تحت واکنشی قرار می‌گیرند تا مونومر برای CMPها ایجاد شود. واکنش پایه شیف به علت مونومرهای ارزان در مقیاس صنعتی که دارای چندین گروه عاملی آلدئیدی هستند، یک روش بدون فلز ترجیحی است. یکی دیگر از برتری‌های واکنش پایه شیف تولید نیتروژن در ایجاد CMP است که می‌تواند برای بسیاری از کاربردها مفید باشد.

### سیکلوتریمریزاسیون سیانو
واکنش‌های سیکلوتریمریزاسیون سیانو در شرایط یون گرمایی، جایی که CMPها در روی کلرید مذاب در دماهای بالا به دست می‌آیند، رخ می‌دهند. مونومرها می‌توانند حلقه‌های C 3 N 3 تولید کنند. سپس این حلقه‌ها به عنوان یک مونومر ثانویه به یک صفحه مثلثی متصل می‌شوند. سیکلوتریمریزاسیون اغلب برای پیوند مونومرهای چهار وجهی برای ایجاد CMP استفاده می‌شود. CMPهایی که از طریق سیکلوتریمریزاسیون سیانو سنتز می‌شوند، توزیع اندازه ریز تخلخل باریک، آنتالپی بالایی از جذب H2 و جذب سطحی سریع گاز انتخابی را نشان می‌دهند.

## خواص
چندین ویژگی فیزیکی CMPها را می‌توان به سیستم مزدوج یا ریز تخلخل گسترده آنها نسبت داد.

### خواص الکتریکی
فلزات رسانا، پلیمرهای مزدوج دارای لایه‌های الکترونیکی هستند. الکترون‌های سیستم مزدوج لایه ظرفیت را پر می‌کنند و حذف الکترون‌ها از این لایه یا اضافه کردن الکترون‌ها به لایه رسانای انرژی بالاتر می‌تواند منجر به رسانایی شود. مواد مزدوج در بسیاری از موارد می‌توانند نور مرئی را به دلیل عدم مکان‌یابی سیستم π جذب کنند. این خواص منجر به کاربردهایی در الکترونیک آلی و فوتونیک زیستی شده‌است.

### خواص فیزیکی
CMPها با توجه به اندازه سطح و اندازه تخلخل میزان زیادی از تنظیم پذیری را نشان می‌دهند. مونومرها را می‌توان با بخش‌های محکم و سخت‌تر برای افزایش سطح طراحی کرد. سری CMP-1،۴ تا CMP-5 افزایش قابل توجهی در سطح از ۵۰۰ متر مربع بر گرم به ۱۰۰۰ متر مربع بر گرم نشان می‌دهد. افزایش مساحت سطح می‌تواند به شدت توانایی آنها را برای پر شدن با ترکیبات آلی و معدنی مختلف برای کاربردهای مختلف بهبود بخشد. افزایش سطح نیز می‌تواند قابلیت‌های جذب گاز را بهبود بخشد.
مشکل اصلی CMPها نامحلول بودن ذاتی آنها است. این نامحلول بودن ناشی از بخش‌های صلب بلند مونومرها است. تلاش‌های عمده‌ای برای افزایش حلالیت با اضافه کردن زنجیره‌های جانبی حل‌کننده انجام شده‌است، اما این همچنان مانعی برای کاربردهای گسترده‌است.

## کاربردها
CMPها از زمان کشف برای چندین کاربرد مورد بررسی قرار گرفته‌اند. مساحت سطح CMPها در بسیاری از موردها می‌تواند از ۱۰۰۰ متر مربع بر گرم بیشتر شود، اگرچه سیستم‌های آروماتیک متخلخل مرتبط، که فاقد ترکیب گسترده هستند، می‌توانند سطح بسیار بالاتری بیش از ۵۵۰۰ متر مربع بر گرم داشته باشند. تخلخل این مواد باعث ارزیابی آنها به عنوان ماده جذب کننده شده‌است. کار اخیر بر پتانسیل آنها از نظر کاتالیز متمرکز شده‌است، به عنوان مثال به شکل «CMPهای فلزی-آلی»، و همچنین برای برداشت نور، و ابرخازن‌ها با استفاده از ماهیت بسیار مزدوج آنها. برتری دیگری که برای مواد CMP مطرح می‌شود، توانایی مشتق سازی آنها با طیف وسیعی از گروه‌های عاملی است.
CMPها چندین مورد در مناطق مختلف به کار رفته‌اند که از خواص الکترونیکی و ماهیت متخلخل آنها بهره می‌برند. تخلخل را می‌توان با مواد معدنی مانند TiO2 برای کاربرد در فتوولتائیک پر کرد. آنها می‌توانند برای خدمت به عنوان اتصالات الکترونیکی پردازش شوند. آنها جریان را به داخل و خارج از تخلخل اجازه می‌دهند که می‌تواند برای کاربردهای الکتروشیمیایی سطح مورد استفاده قرار گیرد.